# Bee Gees (Amiga)
A Bee Gees  című lemez a Bee Gees NDK-ban kiadott  válogatáslemeze.

## Az album dalai
1. Massachusetts (Barry, Robin és Maurice Gibb) – 2:22
2. I Can't See Nobody (Barry és Robin Gibb) – 3:43
3. Spicks And Specks (Barry Gibb) – 2:52
4. Jive Talkin (Barry, Robin és Maurice Gibb) – 3:43
5. Saved By The Bell (Robin Gibb) – 3:03
6. First Of May (Barry, Robin és Maurice Gibb) – 2:48
7. World (Barry, Robin és Maurice Gibb) – 3:12
8. Words (Barry, Robin és Maurice Gibb) – 3:13
9. I.O.I.O. (Barry Gibb, Maurice Gibb) – 2:52
10. I've Gotta Get a Message to You (Barry, Robin és Maurice Gibb) – 2:59
11. New York Mining Disaster (Barry és Robin Gibb) – 2:09
12. Nights On Broadway (Barry, Robin és Maurice Gibb) – 4:32
13. Stayin' Alive (Barry, Robin és Maurice Gibb) – 4:43
14. Night Fever (Barry, Robin és Maurice Gibb) – 3:32

## Közreműködők
- Bee Gees